# Neckera beccariana
Neckera beccariana là một loài rêu trong họ Neckeraceae. Loài này được Hampe mô tả khoa học đầu tiên năm 1872.